# Piłka siatkowa na Letnich Igrzyskach Olimpijskich 1984
Turniej olimpijski w piłce siatkowej rozegrany podczas XXIII Letnich Igrzysk Olimpijskich w Los Angeles był szóstym w historii igrzysk olimpijskich zmaganiem w halowej odmianie tej dyscypliny sportu. Rywalizacja toczyła się zarówno u kobiet, jak i u mężczyzn, a przystąpiło do niej 10 zespołów męskich i 8 zespołów żeńskich. Wszystkie turnieje zostały przeprowadzone systemem kołowym.

## Medaliści
| Konkurencja      | Konkurencja | złoto | srebro | brąz |
| ---------------- | ----------- | --- | --- | --- |
| Siatkówka halowa | mężczyźni   | Stany Zjednoczone Douglas Dvorak Dave Saunders Steven Salmons Paul Sunderland Rich Duwelius Steve Timmons Craig Buck Marc Waldie Chris Marlowe Aldis Berzins Patrick Powers Karch Kiraly | Brazylia Amauri Badalhoca Bernard Bernardinho Domingos Maracanã Fernandão Marcus Vinícius Montanaro Renan Rui William Xandó                                                                        | Włochy Franco Bertoli Francesco Dall'Olio Giancarlo Dametto Guido De Luigi Giovanni Errichiello Giovanni Lanfranco Andrea Lucchetta Pier Paolo Lucchetta Marco Negri Piero Rebaudengo Paolo Vecchi Fabio Vullo |
| Siatkówka halowa | kobiety     | Chiny Hou Yuzhu Jiang Ying Lang Ping Li Yanjun Liang Yan Su Huijuan Yang Xiaojun Yang Xilan Zhang Rongfang Zheng Meizhu Zhou Xiaolan Zhu Ling                                            | Stany Zjednoczone Jeanne Beauprey Carolyn Becker Linda Chisholm Rita Crockett Laurie Flachmeier Debbie Green Flo Hyman Rose Magers Kimberly Ruddins Julie Vollertsen Paula Weishoff Susan Woodstra | Japonia Yumi Egami Norie Hiro Miyoko Hirose Kyōko Ishida Yōko Kagabu Yūko Mitsuya Keiko Miyajima Kimie Morita Kumi Nakada Emiko Odaka Sachiko Otani Kayoko Sugiyama                                            |

## Tabela medalowa
| Miejsce | Państwo           | złoto | srebro | brąz | Razem |
| ------- | ----------------- | ----- | ------ | ---- | ----- |
| 1.      | Stany Zjednoczone | 1     | 1      | 0    | 2     |
| 2.      | Chiny             | 1     | 0      | 0    | 1     |
| 3.      | Brazylia          | 0     | 1      | 0    | 1     |
| 4.      | Japonia           | 0     | 0      | 1    | 1     |
| 4.      | Włochy            | 0     | 0      | 1    | 1     |